# Frédéric Guesdon

Frédéric Guesdon foi um ciclista francês nascido a 14 de outubro de 1971 em Saint-Méen-le-Grand. As suas vitórias mais importantes foram a Paris-Roubaix de 1997 e a Paris-Tours em 2006 na edição de seu centenário defendendo as cores da equipa Française des Jeux.

## Biografia

### Carreira amador
Ganhou o Circuito das 2 províncias duas vezes em 1992 e 1993. Em 1994, terminou segundo na Paris-Roubaix amador, vencido pelo belga Kurt Dhont. Ao ano seguinte, deixou o circuito de aficionados e uniu-se à equipa Le Groupement. Correu a sua primeira Paris-Roubaix profissional, mas terminou muito afastado (86º). Em 1996, termina com um décimoquarto lugar na Paris-Roubaix e ocupou o terceiro lugar no Campeonato da França de Ciclismo em Estrada a 10 segundos do vencedor Stéphane Heulot.

### Paris-Roubaix de 1997
Uniu-se à equipa Française des Jeux, de recente criação em 1997. Em fevereiro, ganhou a Clássica Haribo, superando a Jaan Kirsipuu. Disputou a Paris-Roubaix, mas não estava entre os favoritos. No entanto encontrou um grupo que alcançou aos dois líderes Frédéric Moncassin e Andrei Tchmil a poucos quilómetros da meta. Disputar-se-iam entre oito para a vitória, e o francês lançou o sprint ganhando assim a prova. Esta vitória permite-lhe acrescentar o seu nome como ganhador da Paris-Roubaix entre Johan Museeuw e Franco Ballerini.
Em agosto, ganhou uma etapa do Tour de Limusino e terminou segundo na Polynormande.

### Anos 1998-2006
Abandona a Paris-Roubaix de 1998. Durante este período, encontramo-lo no pódio da Copa da França de ciclismo. Termina no top 10 da Paris-Roubaix de 2006. Ganhou uma etapa da Dauphiné Libéré em 2000 e localizou-se no sexto lugar do Volta à Flandres de 2003.

### Paris-Tours de 2006

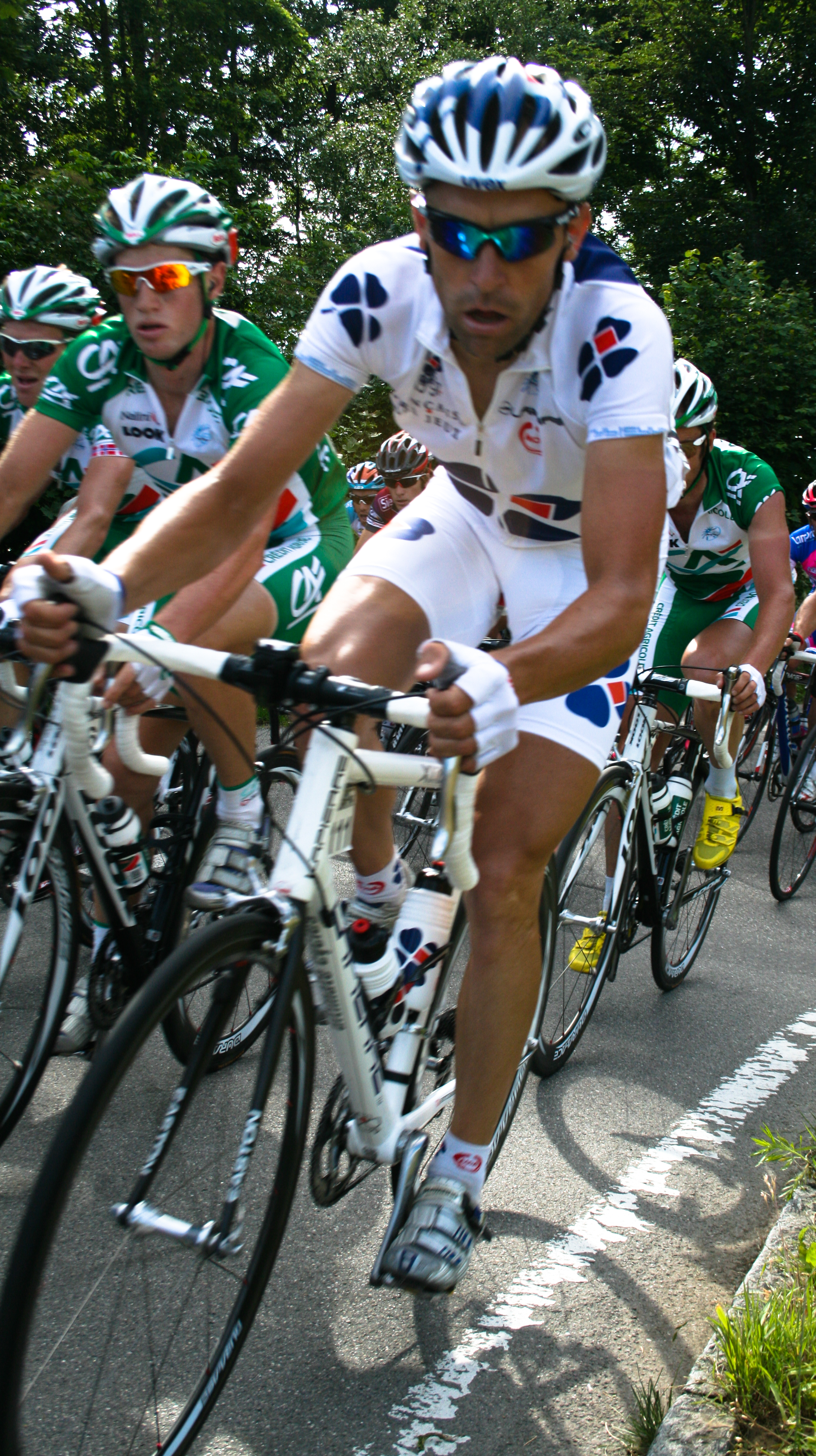
Na disputa da sétima etapa da Volta à Suíça 2008

Correu o seu último Tour de France em 2004. Depois ganhou na Paris-Tours de 2006, quando a 45 quilómetros da meta, o ataque de Guesdon junto com Cristian Moreni, aos que cedo unir-se-lhes-iam Kevin Van Impe, Enrico Gasparotto e Kurt-Asle Arvesen. A 10 quilómetros para a meta, o pelotão encontrava-se a 10 segundos dos escapados. Guesdon e Kurt-Asle Arvesen beneficiaram-se da dúvida para atacar de novo a 8 quilómetros para a meta. Os dois homens chegaram à Avenida de Grammont (2.4 quilómetros de linha recta), antecipadamente suficiente para competir pela vitória. Guesdon lançou o sprint a 200 metros da meta e não deixou nenhuma oportunidade a Arvesen. Stuart O'Grady ganhou o sprint do pelotão que chegou a 8 segundos do vencedor.
Esta vitória permite-lhe ser um dos poucos ciclistas franceses que têm ganhado os dois clássicos maiores da França.

### Fim de carreira
Em 2007 começou com bom pé ganhando a Tropicale Amissa Bongo a princípios de ano. Na Paris-Roubaix desse ano conseguiu classificar-se 25º.
Inicialmente, tinha previsto que em 2008 fosse a sua última temporada depois da disputa da 2008, no entanto decidiu seguir competindo com a equipa La Française des Jeux. Ganhou o Tro Bro Leon por adiante de Maxim Gourov e de Julien Belgy, uns dias após ter ficado quarto no Grande Prêmio de Denain. No final da temporada classificou-se nono do Grande Prêmio de Valônia, oitavo do Grande Prêmio de Isbergues e sétimo do Tour de Vendée. Estes resultados fizeram-lhe atingir a terceira praça na Copa da França de Ciclismo.
Em fevereiro de 2009 rompeu-se a clavícula na Volta ao Algarve reaparecendo um mês mais tarde. No Volta à Flandres escapou-se junto a Sylvain Chavanel ainda que foram atingidos pelo grupo e acabou terminando a carreira na 29ª posição. À semana seguinte acabou décimo terceiro da Paris-Roubaix. Finalizou a temporada terminando sexto no Tour de Somme e nono no Grande Prêmio de Plouay.
Em 2010 terminou 18º do Volta à Flandres e 19º da Paris-Roubaix. Em agosto finalizou 13º da Vattenfall Cyclassics.
No final da temporada de 2011 decidiu prolongar a sua carreira ao menos até a Paris-Roubaix de 2012, o que permitir-lhe-ia ostentar o recorde de 17 participações.
A 17 de janeiro de 2012, enquanto prepara-se para os meses finais da sua carreira, feriu-se gravemente durante a primeira etapa do Tour Down Under ao ser vítima de uma queda colectiva nos metros finais, sofrendo uma fractura no braço esquerdo. Após uma rápida recuperação, regressou à competição no final de março. Assim pôde participar na sua decima sétima edição da Paris-Roubaix e se converter no atleta de co-recorde de participações nesta carreira junto ao americano George Hincapie. Terminou a carreira fora de tempo e pôs fim à sua carreira desportiva.

## Palmarés
| 1992 - Circuito das 2 províncias 1993 - Circuito das 2 províncias 1996 - 3º no Campeonato da França em Estrada 1997 - Paris-Roubaix - Clássica Haribo - 1 etapa do Tour de Limusino 1999 - 1 etapa do Tour de l'Ain 2000 - 1 etapa da Dauphiné Libéré - 1 etapa do Giro da Província de Lucca | 2002 - 1 etapa da Dauphiné Libéré 2006 - 1 etapa da Tropicale Amissa Bongo - Paris-Tours 2007 - Tropicale Amissa Bongo 2008 - Tro Bro Leon |

## Resultados nas grandes voltadas
| Carreira           | 1995 | 1996 | 1997 | 1998 | 1999 | 2000 | 2001 | 2002 | 2003 | 2004 | 2005 | 2006 | 2007 | 2008 | 2009 | 2010 | 2011 | 2012 |
| ------------------ | ---- | ---- | ---- | ---- | ---- | ---- | ---- | ---- | ---- | ---- | ---- | ---- | ---- | ---- | ---- | ---- | ---- | ---- |
| Giro d'Italia      | -    | -    | -    | -    | -    | -    | -    | -    | Ab.  | -    | -    | -    | -    | -    | -    | -    | -    | -    |
| Tour de France     | -    | 108º | 111º | 67º  | 106º | 116º | 124º | Ab.  | -    | 129º | -    | -    | -    | -    | -    | -    | -    | -    |
| Volta a Espanha    | -    | -    | -    | -    | -    | -    | -    | -    | -    | -    | Ab.  | -    | -    | -    | -    | -    | -    | -    |
| Mundial em Estrada | -    | -    | 40º  | -    | -    | 55º  | -    | -    | -    | -    | -    | -    | -    | -    | -    | -    | -    | -    |

## Paris-Roubaix

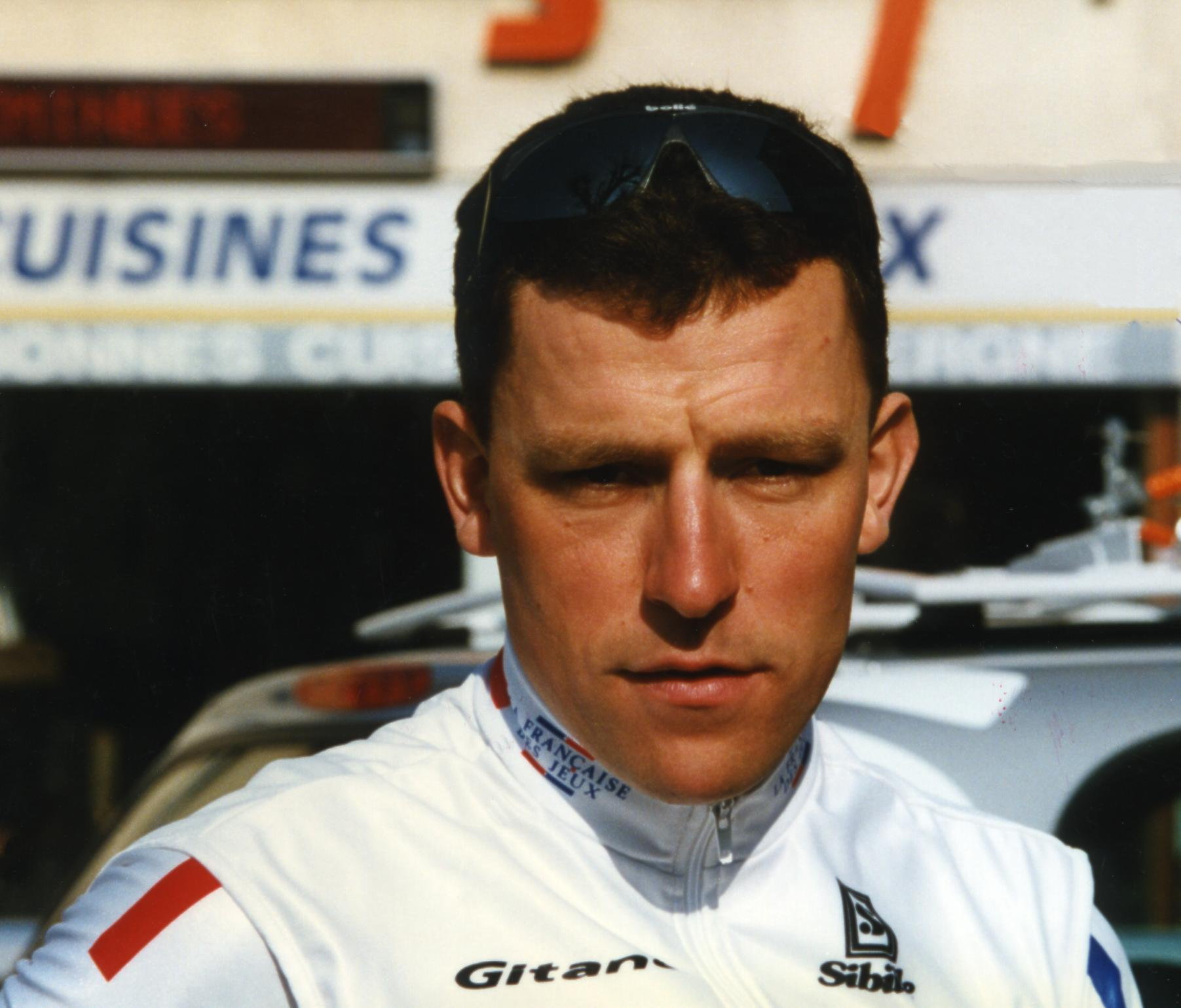
Frédéric Guesdon em 1997

Frédéric é especialista nas clássicas. Em dezassete ocasiões tem participado na Paris-Roubaix, onde terminou entre os vinte primeiros onze vezes e sete vezes como o melhor francês.
| - 1995: 86º - 1996: 14º - 1997: Vencedor - 1998: abandono - 2000: 17º - 2001: 26º - 2002: abandono - 2003: 12º - 2004: 18º | - 2005: 11º - 2006: 7º - 2007: 25º - 2008: 11º - 2009: 13º - 2010: 19º - 2011: 11º - 2012: 88º |